# 小圓肌
小圆肌（英語：Teres minor）属于上肢带肌的一部分，大体呈扁状，位于冈下肌 (Infraspinatus)下方。其起自肩胛骨外侧缘中部，行经肩关节囊下方，止于肱骨大结节的下侧面。其受腋神经(Axillary nerve)支配，对应C5、C6（第五、六颈椎）脊髓节段。
小圆肌的主要作用是外旋肩关节，并与冈上肌(Supraspinatus)、冈下肌、肩胛下肌(Subscapularis)组成肩袖，共同维持肩关节稳定，防止肱骨头脱出肩关节盂(Glenoid cavity)导致脱臼。